# Теллермина 35
Теллермина 35 (Tellermine 35 Stahl (T Mi 35 St)) — противотанковая противогусеничная мина нажимного действия. Разработана в Германии. Принята на вооружение в январе 1935 года.
Мина представляет собой плоскую округлую металлическую коробку, окрашенную в жёлтый, серый или красный цвет, внутри помещается заряд взрывчатки и устанавливается взрыватель. В мине предусмотрено гнездо для установки взрывателя неизвлекаемости. На нажимной крышке выдавливалось заводское клеймо, где имелась шифровка предприятия и год изготовления мины. Кроме того, на нажимное крышке чёрными или белыми буквами могла наноситься надпись "T.Mi.35/T.Mi.Z.35". Однако, большинство встречающихся мин никакой маркировки на крышке не имеют. Мины укладывались по 2 штуки в специальный алюминиевый или стальной контейнер с ручкой.
Мина устанавливается вручную на грунт, в грунт, в снег. Установка под воду не предусматривается. Взрыв происходит при наезжании гусеницей танка или колесом автомобиля на нажимную крышку мины. В результате взрыва разрушается колесо машины или два-три трака гусеницы и немного повреждается каток ходовой части танка.